# Ліга чемпіонів УЄФА 2020—2021
Ліга чемпіонів УЄФА 2020—2021 — 66-й турнір між найкращими клубами європейських країн і 29-й в теперішньому форматі. Фінал відбувся на стадіоні Драгау у Порту (Португалія). Олімпійський стадіон Ататюрка у Стамбулі (Туреччина) мав приймати фінал Ліги чемпіонів УЄФА 2020, але через пандемію COVID-19 його було перенесено до Лісабона (Португалія) на стадіон Да Луж. Натомість Стамбул мав приймати фінал у цьому сезоні, проте його також було перенесено, оскільки Туреччина опинилася у червоному списку для туристів з Великої Британії. Переможець Ліги чемпіонів УЄФА 2020—21 «Челсі» потрапляє до групового етапу Ліги чемпіонів УЄФА 2021—22, зіграє з переможцем Ліги Європи УЄФА 2020—21 за Суперкубок УЄФА 2021, а також представить Європу у клубному чемпіонаті світу 2021 в Японії.

## Розподіл асоціацій
У Лізі чемпіонів 2020—2021 братимуть участь 79 команд з 54 асоціацій, що входять до УЄФА (Ліхтенштейн не проводить власний чемпіонат). Асоціації розподіляються по місцях згідно з їхнім рейтингом у таблиці коефіцієнтів УЄФА наступним чином:
- Асоціації, що займають 1-4 місця, представлені чотирма командами.
- Асоціації, що займають 5-6 місця, представлені трьома командами.
- Асоціації, що займають 7-15 місця, представлені двома командами.
- Асоціації, що займають 16-55 місця, представлені однією командою (окрім Ліхтенштейну).
- Переможці Ліги чемпіонів УЄФА 2019—2020 та Ліги Європи УЄФА 2019—2020 отримають додаткове місце, якщо вони не завоюють права виступу в Лізі чемпіонів УЄФА у змаганнях своєї асоціації.

### Рейтинг асоціацій
Для Ліги чемпіонів УЄФА 2020—2021, асоціації отримують квоти відповідно до їх коефіцієнтів в рейтингу країни УЄФА, який бере до уваги їх здобутки в єврокубках з 2014—2015 до 2018—2019 років.
| Рейтинг | Асоціація  | Коеф.   | Команди |
| ------- | ---------- | ------- | ------- |
| 1       | Іспанія    | 103.569 | 4       |
| 2       | Англія     | 85.462  | 4       |
| 3       | Італія     | 74.725  | 4       |
| 4       | Німеччина  | 71.927  | 4       |
| 5       | Франція    | 58.498  | 3       |
| 6       | Росія      | 50.549  | 3       |
| 7       | Португалія | 48.232  | 2       |
| 8       | Бельгія    | 39.900  | 2       |
| 9       | Україна    | 38.900  | 2       |
| 10      | Туреччина  | 34.600  | 2       |
| 11      | Нідерланди | 32.433  | 2       |
| 12      | Австрія    | 31.250  | 2       |
| 13      | Чехія      | 28.675  | 2       |
| 14      | Греція     | 27.600  | 2       |
| 15      | Хорватія   | 27.375  | 2       |
| 16      | Данія      | 27.025  | 1       |
| 17      | Швейцарія  | 26.900  | 1       |
| 18      | Кіпр       | 24.925  | 1       |
| 19      | Сербія     | 22.250  | 1       |

| Рейтинг | Асоціація   | Коеф.  | Команди |
| ------- | ----------- | ------ | ------- |
| 20      | Шотландія   | 22.125 | 1       |
| 21      | Білорусь    | 21.875 | 1       |
| 22      | Швеція      | 20.900 | 1       |
| 23      | Норвегія    | 20.200 | 1       |
| 24      | Казахстан   | 19.250 | 1       |
| 25      | Польща      | 19.250 | 1       |
| 26      | Азербайджан | 19.000 | 1       |
| 27      | Ізраїль     | 18.625 | 1       |
| 28      | Болгарія    | 17.500 | 1       |
| 29      | Румунія     | 15.950 | 1       |
| 30      | Словаччина  | 15.625 | 1       |
| 31      | Словенія    | 15.000 | 1       |
| 32      | Ліхтенштейн | 13.500 | 0       |
| 33      | Угорщина    | 10.500 | 1       |
| 34      | Македонія   | 8.000  | 1       |
| 35      | Молдова     | 7.750  | 1       |
| 36      | Албанія     | 7.500  | 1       |
| 37      | Ірландія    | 7.450  | 1       |

| Рейтинг | Асоціація            | Коеф. | Команди |
| ------- | -------------------- | ----- | ------- |
| 38      | Фінляндія            | 7.275 | 1       |
| 39      | Ісландія             | 7.250 | 1       |
| 40      | Боснія і Герцеговина | 7.125 | 1       |
| 41      | Литва                | 6.750 | 1       |
| 42      | Латвія               | 5.625 | 1       |
| 43      | Люксембург           | 5.500 | 1       |
| 44      | Вірменія             | 5.250 | 1       |
| 45      | Мальта               | 5.125 | 1       |
| 46      | Естонія              | 5.000 | 1       |
| 47      | Грузія               | 4.750 | 1       |
| 48      | Уельс                | 4.125 | 1       |
| 49      | Чорногорія           | 4.125 | 1       |
| 50      | Фарерські острови    | 4.000 | 1       |
| 51      | Гібралтар            | 4.000 | 1       |
| 52      | Північна Ірландія    | 3.875 | 1       |
| 53      | Косово               | 2.500 | 1       |
| 54      | Андорра              | 1.831 | 1       |
| 55      | Сан-Марино           | 0.666 | 1       |

### Розподіл за раундами
Наведена нижче таблиця показує список квот за замовчуванням.
|                                           |                                           | Команди, що починають боротьбу з раунду | Команди, що вийшли з попереднього раунду                                              |
| ----------------------------------------- | ----------------------------------------- | --- | ------------------------------------------------------------------------------------- |
| Попередній раунд (4 команди)              | Попередній раунд (4 команди)              | - 4 чемпіони з асоціацій 52-55 |                                                                                       |
| Перший кваліфікаційний раунд (34 команди) | Перший кваліфікаційний раунд (34 команди) | - 33 чемпіони з асоціацій 18-51 (окрім Ліхтенштейну) | - 1 переможець попереднього раунду                                                    |
| Другий кваліфікаційний раунд              | Чемпіони (20 команд)                      | - 3 чемпіони з асоціацій 15-17 | - 17 переможців першого кваліфікаційного раунду                                       |
| Другий кваліфікаційний раунд              | Нечемпіони (6 команд)                     | - 6 команд, що посіли другі місця в асоціаціях 10–15 |                                                                                       |
| Третій кваліфікаційний раунд              | Чемпіони (10 команд)                      | | - 10 переможців другого кваліфікаційного раунду чемпіонів                             |
| Третій кваліфікаційний раунд              | Нечемпіони (6 команд)                     | - 3 команди, що посіли другі місця в асоціаціях 7-9 | - 3 переможці другого кваліфікаційного раунду нечемпіонів                             |
| Раунд плей-оф                             | Чемпіони (8 команд)                       | - 3 чемпіони з асоціацій 12-14 | - 5 переможців третього кваліфікаційного раунду чемпіонів                             |
| Раунд плей-оф                             | Нечемпіони (4 команд)                     | - 1 команда, що посіла третє місце з асоціації 6 | - 3 переможці третього кваліфікаційного раунду нечемпіонів                            |
| Груповий турнір (32 команди)              | Груповий турнір (32 команди)              | - 11 чемпіонів з асоціацій 1-11 - 6 команд, що посіли другі місця у асоціаціях 1-6 - 5 команди, що посіли треті місця у асоціаціях 1-5 - 4 команди, що посіли четверті місця у асоціаціях 1-4 | - 4 переможці раунду плей-оф чемпіонів - 2 переможці раунду плей-оф нечемпіонів       |
| Плей-оф (16 команд)                       | Плей-оф (16 команд)                       | | - 8 команд, що посіли в групах перші місця - 8 команд, що посіли в групах другі місця |

Якщо переможець Ліги чемпіонів/Ліги Європи попереднього сезону потрапляє до змагання напряму зі свого національного турніру, передбачаються зміни у квотах. У будь-якому з варіантів, коли місце залишається вільним, команди з асоціацій з найбільшим рейтингом в попередніх раундах автоматично потрапляють в наступні раунди за розподілом.

## Список учасників
Примітки в дужках пояснюють, як команда потрапила в свій початковий етап:
- ЛЧ: переможець попереднього розіграшу турніру
- ЛЄ: переможець попереднього розіграшу Ліги Європи
- 1-е, 2-е, 3-є, тощо: місце в попередньому сезоні національного чемпіонату
- Нез.: місце в попередньому сезоні національного чемпіонату, який не було завершено через пандемію коронавірусної хвороби.

| Початковий етап              | Початковий етап              | Команди                    | Команди                     | Команди                  | Команди                        |
| ---------------------------- | ---------------------------- | -------------------------- | --------------------------- | ------------------------ | ------------------------------ |
| Груповий етап                | Груповий етап                | Реал Мадрид (1-е)          | Барселона (2-е)             | Атлетіко (3-є)           | Севілья (4-е) ЛЄ               |
| Груповий етап                | Груповий етап                | Ліверпуль (1-е)            | Манчестер Сіті (2-е)        | Манчестер Юнайтед (3-є)  | Челсі (4-е)                    |
| Груповий етап                | Груповий етап                | Ювентус (1-е)              | Інтер (2-е)                 | Аталанта (3-є)           | Лаціо (4-е)                    |
| Груповий етап                | Груповий етап                | Баварія (1-е) ЛЧ           | Боруссія (Дортмунд) (2-е)   | РБ Лейпциг (3-є)         | Боруссія (Менхенгладбах) (4-е) |
| Груповий етап                | Груповий етап                | Парі Сен-Жермен (Нез. 1-е) | Марсель (Нез. 2-е)          | Ренн (Нез. 3-е)          | Зеніт (1-е)                    |
| Груповий етап                | Груповий етап                | Локомотив (2-е)            | Порту (1-е)                 | Брюгге (Нез. 1-е)        | Шахтар (1-е)                   |
| Груповий етап                | Груповий етап                | Істанбул Башакшехір (1-е)  | Аякс (Нез. 1-е)             |                          |                                |
|                              |                              |                            |                             |                          |                                |
| Раунд плей-оф                | Ч                            | Ред Булл (1-е)             | Славія (1-е)                | Олімпіакос (Пірей) (1-е) |                                |
| Раунд плей-оф                | Н                            | Краснодар (3-є)            |                             |                          |                                |
|                              |                              |                            |                             |                          |                                |
| Третій кваліфікаційний раунд |                              |                            |                             |                          |                                |
| Н                            | Бенфіка (2-е)                | Гент (Нез. 2-е)            | Динамо (2-е)                |                          |                                |
|                              |                              |                            |                             |                          |                                |
| Другий кваліфікаційний раунд | Ч                            | Динамо (1-е)               | Мідтьюлланн (1-е)           | Янг Бойз (1-е)           |                                |
| Другий кваліфікаційний раунд | Н                            | Бешикташ (3-е)             | АЗ (Нез. 2-е)               | Рапід (2-е)              | Вікторія (2-е)                 |
| Другий кваліфікаційний раунд | Н                            | ПАОК (2-е)                 | Локомотива (2-е)            |                          |                                |
|                              |                              |                            |                             |                          |                                |
| Перший кваліфікаційний раунд | Перший кваліфікаційний раунд | Омонія (Нез. 1-е)          | Црвена Звезда (1-е)         | Селтік (Нез. 1-е)        | Динамо (Брест) (1-е)           |
| Перший кваліфікаційний раунд | Перший кваліфікаційний раунд | Юргорден (1-е)             | Молде (1-е)                 | Астана (1-е)             | Легія (1-е)                    |
| Перший кваліфікаційний раунд | Перший кваліфікаційний раунд | Карабах (Нез. 1-е)         | Маккабі (Тель-Авів) (1-е)   | Лудогорець (1-е)         | Клуж (1-е)                     |
| Перший кваліфікаційний раунд | Перший кваліфікаційний раунд | Слован (Братислава) (1-е)  | Цельє (1-е)                 | Ференцварош (1-е)        | Сілекс (Нез. 1-е)              |
| Перший кваліфікаційний раунд | Перший кваліфікаційний раунд | Шериф (1-е)                | Тирана (1-е)                | Дандолк (1-е)            | КуПС (1-е)                     |
| Перший кваліфікаційний раунд | Перший кваліфікаційний раунд | Рейк'явік (1-е)            | Сараєво (Нез. 1-е)          | Судува (1-е)             | Рига (1-е)                     |
| Перший кваліфікаційний раунд | Перший кваліфікаційний раунд | Фола (Нез. 1-е)            | Арарат-Вірменія (1-е)       | Флоріана (Нез. 1-е)      | Флора (1-е)                    |
| Перший кваліфікаційний раунд | Перший кваліфікаційний раунд | Динамо (Тбілісі) (1-е)     | Коннас-Кі Номадс (Нез. 1-е) | Будучност (Нез. 1-е)     | Клаксвік (1-е)                 |
| Перший кваліфікаційний раунд | Перший кваліфікаційний раунд | Юероп (Нез. 1-е)           |                             |                          |                                |
|                              |                              |                            |                             |                          |                                |
| Попередній раунд             | Попередній раунд             | Лінфілд (Нез. 1-е)         | Дріта (1-е)                 | Інтер (1-е)              | Тре Фйорі (Нез. 1-е)           |

## Розклад матчів і жеребкувань
Турнір мав розпочатися в червні 2020, але був перенесений на серпень 2020 через пандемію коронавірусної хвороби 2019. Новий розклад було оголошено виконавчим комітетом УЄФА 17 червня 2020.
Усі матчі кваліфікації, за винятком раунду плей-оф, будуть проведені в одноматчевому форматі, де домашня команда в кожній парі визначається жеребкуванням (окрім матчів попереднього раунду, які проводяться на нейтральному полі). Усі матчі проводяться без глядачів.
Усі жеребкування проводяться в штаб-квартирі УЄФА у Ньйоні, Швейцарія, якщо не вказане інше місце.
| Етап          | Раунд                        | Дата жеребкування      | Перший матч                               | Матч-відповідь                            |
| ------------- | ---------------------------- | ---------------------- | ----------------------------------------- | ----------------------------------------- |
| Кваліфікація  | Попередній раунд             | 17 липня 2020          | 8 серпня 2020 (півфінальний раунд)        | 11 серпня 2020 (фінальний раунд)          |
| Кваліфікація  | Перший кваліфікаційний раунд | 9 серпня 2020          | 18–19 серпня 2020                         | 18–19 серпня 2020                         |
| Кваліфікація  | Другий кваліфікаційний раунд | 10 серпня 2020         | 25–26 серпня 2020                         | 25–26 серпня 2020                         |
| Кваліфікація  | Третій кваліфікаційний раунд | 31 серпня 2020         | 15–16 вересня 2020                        | 15–16 вересня 2020                        |
| Раунд плей-оф | Раунд плей-оф                | 1 вересня 2020         | 22–23 вересня 2020                        | 29–30 вересня 2020                        |
| Груповий етап | Тур 1                        | 1 жовтня 2020 (Женева) | 20–21 жовтня 2020                         | 20–21 жовтня 2020                         |
| Груповий етап | Тур 2                        | 1 жовтня 2020 (Женева) | 27–28 жовтня 2020                         | 27–28 жовтня 2020                         |
| Груповий етап | Тур 3                        | 1 жовтня 2020 (Женева) | 3–4 листопада 2020                        | 3–4 листопада 2020                        |
| Груповий етап | Тур 4                        | 1 жовтня 2020 (Женева) | 24–25 листопада 2020                      | 24–25 листопада 2020                      |
| Груповий етап | Тур 5                        | 1 жовтня 2020 (Женева) | 1–2 грудня 2020                           | 1–2 грудня 2020                           |
| Груповий етап | Тур 6                        | 1 жовтня 2020 (Женева) | 8–9 грудня 2020                           | 8–9 грудня 2020                           |
| Плей-оф       | 1/8 фіналу                   | 14 грудня 2020         | 16–17 та 23–24 лютого 2021                | 9–10 та 16–17 березня 2021                |
| Плей-оф       | 1/4 фіналу                   | 19 березня 2021        | 6–7 квітня 2021                           | 13–14 квітня 2021                         |
| Плей-оф       | 1/2 фіналу                   | 19 березня 2021        | 27–28 квітня 2021                         | 4–5 травня 2021                           |
| Плей-оф       | Фінал                        | 19 березня 2021        | 29 травня 2021 на стадіоні Драгау у Порту | 29 травня 2021 на стадіоні Драгау у Порту |

Попередній розклад, запланований до пандемії, наведено нижче (усі жеребкування проводяться в штаб-квартирі УЄФА у Ньйоні, Швейцарія, якщо не вказане інше місце).
| Етап          | Раунд                        | Дата жеребкування        | Перший матч                                                                                   | Матч-відповідь                                                                                |
| ------------- | ---------------------------- | ------------------------ | --------------------------------------------------------------------------------------------- | --------------------------------------------------------------------------------------------- |
| Кваліфікація  | Попередній раунд             | 9 червня 2020            | 23 червня 2020 (півфінальний раунд)                                                           | 26 червня 2020 (фінальний раунд)                                                              |
| Кваліфікація  | Перший кваліфікаційний раунд | 16 червня 2020           | 7–8 липня 2020                                                                                | 14–15 липня 2020                                                                              |
| Кваліфікація  | Другий кваліфікаційний раунд | 17 червня 2020           | 21–22 липня 2020                                                                              | 28–29 липня 2020                                                                              |
| Кваліфікація  | Третій кваліфікаційний раунд | 20 липня 2020            | 4–5 серпня 2020                                                                               | 11 серпня 2020                                                                                |
| Кваліфікація  | Раунд плей-оф                | 3 серпня 2020            | 18–19 серпня 2020                                                                             | 25–26 серпня 2020                                                                             |
| Груповий етап | Тур 1                        | 27 серпня 2020 ( Монако) | 15–16 вересня 2020                                                                            | 15–16 вересня 2020                                                                            |
| Груповий етап | Тур 2                        | 27 серпня 2020 ( Монако) | 29–30 вересня 2020                                                                            | 29–30 вересня 2020                                                                            |
| Груповий етап | Тур 3                        | 27 серпня 2020 ( Монако) | 20–21 жовтня 2020                                                                             | 20–21 жовтня 2020                                                                             |
| Груповий етап | Тур 4                        | 27 серпня 2020 ( Монако) | 3–4 листопада 2020                                                                            | 3–4 листопада 2020                                                                            |
| Груповий етап | Тур 5                        | 27 серпня 2020 ( Монако) | 24–25 листопада 2020                                                                          | 24–25 листопада 2020                                                                          |
| Груповий етап | Тур 6                        | 27 серпня 2020 ( Монако) | 8–9 грудня 2020                                                                               | 8–9 грудня 2020                                                                               |
| Плей-оф       | 1/8 фіналу                   | 14 грудня 2020           | 16–17 та 23–24 лютого 2021                                                                    | 9–10 та 16–17 березня 2021                                                                    |
| Плей-оф       | 1/4 фіналу                   | 19 березня 2021          | 6–7 квітня 2021                                                                               | 13–14 квітня 2021                                                                             |
| Плей-оф       | 1/2 фіналу                   | 19 березня 2021          | 27–28 квітня 2021                                                                             | 4–5 травня 2021                                                                               |
| Плей-оф       | Фінал                        | 19 березня 2021          | 29 травня 2021 (Газпром-Арена, Санкт-Петербург, потім Олімпійський стадіон Ататюрка, Стамбул) | 29 травня 2021 (Газпром-Арена, Санкт-Петербург, потім Олімпійський стадіон Ататюрка, Стамбул) |

## Кваліфікація
У кваліфікаційних і плей-оф раундах команди розподіляються на сіяні та несіяні відповідно до їхніх клубних коефіцієнтів — 2020, за якими проводиться жеребкування, що розподіляє пари у одноматчевому або двоматчевому протистоянні.

### Попередній раунд
Жеребкування відбулося 17 липня 2020 року.
Півфінальні матчі відбулися 8 серпня 2020 року, а фінал — 11 серпня 2020 року. Усі матчі цього раунду проходили на стадіоні «Коловрей» у Ньйоні, Швейцарія.
| Команда 1 | Рахунок | Команда 2 |
| --------- | ------- | --------- |
| Тре Фйорі | 0:2     | Лінфілд   |
| Дріта     | 2:1     | Інтер     |

| Команда 1 | Рахунок     | Команда 2 |
| --------- | ----------- | --------- |
| Дріта     | 0:3 (техн.) | Лінфілд   |

1. ↑  Фінальний матч попереднього раунду між командами Дріта та Лінфілд, який мав відбутися 11 серпня 2020 року, було скасовано, оскільки два гравця Дріти отримали позитивний результат на SARS-CoV-2. Уряд Швейцарії відправив на карантин усю команду.[8][9] В результаті Дріті зарахували технічну поразку згідно з положеннями регламенту УЄФА щодо випадків, пов'язаних з COVID-19.[10][11]

### Перший кваліфікаційний раунд
Жеребкування відбулося 9 серпня 2020 року. Матчі відбулися 18-19 серпня 2020 року.
| Команда 1           | Рахунок        | Команда 2           |
| ------------------- | -------------- | ------------------- |
| Ференцварош         | 2:0            | Юргорден            |
| Селтік              | 6:0            | Рейк'явік           |
| Легія               | 1:0            | Лінфілд             |
| Шериф               | 2:0            | Фола                |
| Коннас-Кі Номадс    | 0:2            | Сараєво             |
| Црвена Звезда       | 5:0            | Юероп               |
| Будучност           | 1:3            | Лудогорець          |
| Арарат-Вірменія     | 0:1 (дч)       | Омонія              |
| Флоріана            | 0:2            | Клуж                |
| Маккабі (Тель-Авів) | 2:0            | Рига                |
| Карабах             | 4:0            | Сілекс              |
| Динамо (Тбілісі)    | 0:2            | Тирана              |
| Динамо (Брест)      | 6:3            | Астана              |
| Молде               | 5:0            | КуПС                |
| Флора               | 1:1 (пен. 2:4) | Судува              |
| Цельє               | 3:0            | Дандолк             |
| Клаксвік            | 3:0 (техн.)    | Слован (Братислава) |

1. ↑  Матч першого кваліфікаційного раунду між Клаксвік та Слован (Братислава) був запланований на 19 серпня 2020, але згодом був перенесений на 21 серпня 2020, оскільки один з гравців та один з співробітників Словану отримали позитивний результат на SARS-CoV-2.[12] Матч не відбувся 21 серпня через те, що були виявлені нові позитивні результати на SARS-CoV-2.[13] В результаті Словану зарахували технічну поразку згідно з положеннями регламенту УЄФА щодо випадків, пов'язаних з COVID-19.[14][15]

### Другий кваліфікаційний раунд
Другий кваліфікаційний раунд розділений на 2-а шляха: шлях чемпіонів (для переможців національних турнірів) та шлях нечемпіонів (для команд, які посіли 2-е та нижче місця у національних турнірах).
Жеребкування відбулося 10 серпня 2020 року. Матчі відбулися 25-26 серпня 2020 року.
| Команда 1      | Рахунок        | Команда 2           |
| -------------- | -------------- | ------------------- |
| Клуж           | 2:2 (пен. 5:6) | Динамо              |
| Янг Бойз       | 3:1            | Клаксвік            |
| Селтік         | 1:2            | Ференцварош         |
| Судува         | 0:3            | Маккабі (Тель-Авів) |
| Легія          | 0:2 (дч)       | Омонія              |
| Цельє          | 1:2            | Молде               |
| Лудогорець     | 0:1            | Мідтьюлланн         |
| Динамо (Брест) | 2:1            | Сараєво             |
| Карабах        | 2:1            | Шериф               |
| Тирана         | 0:1            | Црвена Звезда       |

| Команда 1  | Рахунок  | Команда 2 |
| ---------- | -------- | --------- |
| АЗ         | 3:1 (дч) | Вікторія  |
| ПАОК       | 3:1      | Бешикташ  |
| Локомотива | 0:1      | Рапід     |

### Третій кваліфікаційний раунд
Жеребкування відбулося 31 серпня 2020 року. Матчі відбулися 15-16 вересня 2020 року.
Команди, які програли в цьому раунді в шляху нечемпіонів, потрапляють не в раунд плей-оф, а одразу в груповий етап Ліги Європи.
| Команда 1           | Рахунок        | Команда 2      |
| ------------------- | -------------- | -------------- |
| Ференцварош         | 2:1            | Динамо         |
| Карабах             | 0:0 (пен. 5:6) | Молде          |
| Омонія              | 1:1 (пен. 4:2) | Црвена Звезда  |
| Мідтьюлланн         | 3:0            | Янг Бойз       |
| Маккабі (Тель-Авів) | 1:0            | Динамо (Брест) |

| Команда 1 | Рахунок | Команда 2 |
| --------- | ------- | --------- |
| ПАОК      | 2:1     | Бенфіка   |
| Динамо    | 2:0     | АЗ        |
| Гент      | 2:1     | Рапід     |

## Раунд плей-оф
Жеребкування відбулося 1 вересня 2020 року. Перші матчі відбулися 22-23 вересня 2020 року, матчі-відповіді — 29-30 вересня 2020 року.
| Команда 1           | Заг.    | Команда 2   | 1-й матч | 2-й матч |
| ------------------- | ------- | ----------- | -------- | -------- |
| Славія              | 1:4     | Мідтьюланн  | 0:0      | 1:4      |
| Маккабі (Тель-Авів) | 2:5     | Ред Булл    | 1:2      | 1:3      |
| Олімпіакос (Пірей)  | 2:0     | Омонія      | 2:0      | 0:0      |
| Молде               | 3:3 (ч) | Ференцварош | 3:3      | 0:0      |

| Команда 1 | Заг. | Команда 2 | 1-й матч | 2-й матч |
| --------- | ---- | --------- | -------- | -------- |
| Краснодар | 4:2  | ПАОК      | 2:1      | 2:1      |
| Гент      | 1:5  | Динамо    | 1:2      | 0:3      |

## Груповий етап
Атлетіко

 Реал Мадрид
Манчестерські команди
 Манчестер Сіті

В груповому етапі беруть участь 32 команди: 26 команд, що потрапили в цей раунд напряму та 6 переможців раунду плей-оф (4 зі шляху чемпіонів та 2 зі шляху нечемпіонів).
За результатами жеребкування 32 команди розділені на 8 груп по 4 команди. Команди з однієї асоціації не можуть опинитися в одній групі. Для жеребкування команди були розподілені на 4 кошика за наступним принципом:
- До кошику 1 потрапляють переможці попереднього сезолу Ліги чемпіонів та Ліги Європи, а також переможці національних чемпіонатів перших 6 асоціацій на основі рейтингу асоціацій УЄФА 2019.[2] Якщо один з переможців єврокубків (або обидва) також є чемпіонами однієї з топ-6 асоціацій, до кошику 1 також потрапляє чемпіон наступної асоціації (або наступних 2-х асоціацій), щоб заповнити кошик до 8 команд.
- До кошиків 2, 3 та 4 потрапляють усі команди, що не потрапили в кошик 1, розподілені на основі клубних коефіцієнтів УЄФА 2020.[18]

У кожній групі команди гратимуть одна з одною по 2 матчі: вдома та на виїзді (за круговою системою). Команди, що посіли перше та друге місця вийшли до плей-оф. Команди, що посіли треті місця вибули до плей-оф Ліги Європи УЄФА.
Краснодар, Істанбул Башакшехір, Мідтьюланн та Ренн вперше зіграють в груповому етапі Ліги чемпіонів.

### Група A
| Поз | Команда   | І | В | Н | П | ГЗ | ГП | РГ  | О  | Кваліфікація          |  | БАВ | АТЛ | РБЗ | ЛОК |
| --- | --------- | - | - | - | - | -- | -- | --- | -- | --------------------- |  | --- | --- | --- | --- |
| 1   | Баварія   | 6 | 5 | 1 | 0 | 18 | 5  | +13 | 16 | Вихід в 1/8 фіналу    |  | —   | 4:0 | 3:1 | 2:0 |
| 2   | Атлетіко  | 6 | 2 | 3 | 1 | 7  | 8  | −1  | 9  | Вихід в 1/8 фіналу    |  | 1:1 | —   | 3:2 | 0:0 |
| 3   | Ред Булл  | 6 | 1 | 1 | 4 | 10 | 17 | −7  | 4  | Перехід в Лігу Європи |  | 2:6 | 0:2 | —   | 2:2 |
| 4   | Локомотив | 6 | 0 | 3 | 3 | 5  | 10 | −5  | 3  |                       |  | 1:2 | 1:1 | 1:3 | —   |

### Група B
| Поз | Команда                  | І | В | Н | П | ГЗ | ГП | РГ | О  | Кваліфікація          |  | РМА | БОМ | ШАХ | ІНТ |
| --- | ------------------------ | - | - | - | - | -- | -- | -- | -- | --------------------- |  | --- | --- | --- | --- |
| 1   | Реал Мадрид              | 6 | 3 | 1 | 2 | 11 | 9  | +2 | 10 | Вихід в 1/8 фіналу    |  | —   | 2:0 | 2:3 | 3:2 |
| 2   | Боруссія (Менхенгладбах) | 6 | 2 | 2 | 2 | 16 | 9  | +7 | 8  | Вихід в 1/8 фіналу    |  | 2:2 | —   | 4:0 | 2:3 |
| 3   | Шахтар                   | 6 | 2 | 2 | 2 | 5  | 12 | −7 | 8  | Перехід в Лігу Європи |  | 2:0 | 0:6 | —   | 0:0 |
| 4   | Інтер                    | 6 | 1 | 3 | 2 | 7  | 9  | −2 | 6  |                       |  | 0:2 | 2:2 | 0:0 | —   |

1. 1 2  Очки в очних зустрічах: Боруссія (Менхенгладбах) 6, Шахтар 0

### Група C
| Поз | Команда            | І | В | Н | П | ГЗ | ГП | РГ  | О  | Кваліфікація          |  | МС  | ПОР | ОЛІ | МАР |
| --- | ------------------ | - | - | - | - | -- | -- | --- | -- | --------------------- |  | --- | --- | --- | --- |
| 1   | Манчестер Сіті     | 6 | 5 | 1 | 0 | 13 | 1  | +12 | 16 | Вихід в 1/8 фіналу    |  | —   | 3:1 | 3:0 | 3:0 |
| 2   | Порту              | 6 | 4 | 1 | 1 | 10 | 3  | +7  | 13 | Вихід в 1/8 фіналу    |  | 0:0 | —   | 2:0 | 3:0 |
| 3   | Олімпіакос (Пірей) | 6 | 1 | 0 | 5 | 2  | 10 | −8  | 3  | Перехід в Лігу Європи |  | 0:1 | 0:2 | —   | 1:0 |
| 4   | Марсель            | 6 | 1 | 0 | 5 | 2  | 13 | −11 | 3  |                       |  | 0:3 | 0:2 | 2:1 | —   |

1. 1 2  Однакова кількість очок в матчах між собою (по 3). Голи на виїзді в очних зустрічах: Олімпіакос 1, Марсель 0

### Група D
| Поз | Команда    | І | В | Н | П | ГЗ | ГП | РГ | О  | Кваліфікація          |  | ЛІВ | АТА | АЯК | МІД |
| --- | ---------- | - | - | - | - | -- | -- | -- | -- | --------------------- |  | --- | --- | --- | --- |
| 1   | Ліверпуль  | 6 | 4 | 1 | 1 | 10 | 3  | +7 | 13 | Вихід в 1/8 фіналу    |  | —   | 0:2 | 1:0 | 2:0 |
| 2   | Аталанта   | 6 | 3 | 2 | 1 | 10 | 8  | +2 | 11 | Вихід в 1/8 фіналу    |  | 0:5 | —   | 2:2 | 1:1 |
| 3   | Аякс       | 6 | 2 | 1 | 3 | 7  | 7  | 0  | 7  | Перехід в Лігу Європи |  | 0:1 | 0:1 | —   | 3:1 |
| 4   | Мідтьюланн | 6 | 0 | 2 | 4 | 4  | 13 | −9 | 2  |                       |  | 1:1 | 0:4 | 1:2 | —   |

### Група E
| Поз | Команда   | І | В | Н | П | ГЗ | ГП | РГ  | О  | Кваліфікація          |  | ЧЕЛ | СЕВ | КРА | РЕН |
| --- | --------- | - | - | - | - | -- | -- | --- | -- | --------------------- |  | --- | --- | --- | --- |
| 1   | Челсі     | 6 | 4 | 2 | 0 | 14 | 2  | +12 | 14 | Вихід в 1/8 фіналу    |  | —   | 0:0 | 1:1 | 3:0 |
| 2   | Севілья   | 6 | 4 | 1 | 1 | 9  | 8  | +1  | 13 | Вихід в 1/8 фіналу    |  | 0:4 | —   | 3:2 | 1:0 |
| 3   | Краснодар | 6 | 1 | 2 | 3 | 6  | 11 | −5  | 5  | Перехід в Лігу Європи |  | 0:4 | 1:2 | —   | 1:0 |
| 4   | Ренн      | 6 | 0 | 1 | 5 | 3  | 11 | −8  | 1  |                       |  | 1:2 | 1:3 | 1:1 | —   |

### Група F
| Поз | Команда             | І | В | Н | П | ГЗ | ГП | РГ | О  | Кваліфікація          |  | БОД | ЛАЦ | БРЮ | ЗЕН |
| --- | ------------------- | - | - | - | - | -- | -- | -- | -- | --------------------- |  | --- | --- | --- | --- |
| 1   | Боруссія (Дортмунд) | 6 | 4 | 1 | 1 | 12 | 5  | +7 | 13 | Вихід в 1/8 фіналу    |  | —   | 1:1 | 3:0 | 2:0 |
| 2   | Лаціо               | 6 | 2 | 4 | 0 | 11 | 7  | +4 | 10 | Вихід в 1/8 фіналу    |  | 3:1 | —   | 2:2 | 3:1 |
| 3   | Брюгге              | 6 | 2 | 2 | 2 | 8  | 10 | −2 | 8  | Перехід в Лігу Європи |  | 0:3 | 1:1 | —   | 3:0 |
| 4   | Зеніт               | 6 | 0 | 1 | 5 | 4  | 13 | −9 | 1  |                       |  | 1:2 | 1:1 | 1:2 | —   |

### Група G
| Поз | Команда     | І | В | Н | П | ГЗ | ГП | РГ  | О  | Кваліфікація          |  | ЮВЕ | БАР | ДИН | ФЕР |
| --- | ----------- | - | - | - | - | -- | -- | --- | -- | --------------------- |  | --- | --- | --- | --- |
| 1   | Ювентус     | 6 | 5 | 0 | 1 | 14 | 4  | +10 | 15 | Вихід в 1/8 фіналу    |  | —   | 0:2 | 3:0 | 2:1 |
| 2   | Барселона   | 6 | 5 | 0 | 1 | 16 | 5  | +11 | 15 | Вихід в 1/8 фіналу    |  | 0:3 | —   | 2:1 | 5:1 |
| 3   | Динамо      | 6 | 1 | 1 | 4 | 4  | 13 | −9  | 4  | Перехід в Лігу Європи |  | 0:2 | 0:4 | —   | 1:0 |
| 4   | Ференцварош | 6 | 0 | 1 | 5 | 5  | 17 | −12 | 1  |                       |  | 1:4 | 0:3 | 2:2 | —   |

1. 1 2  Однакова кількість очок в матчах між собою (по 3). Різниця голів в очних зустрічах: Ювентус +1, Барселона -1.

### Група H
| Поз | Команда             | І | В | Н | П | ГЗ | ГП | РГ  | О  | Кваліфікація          |  | ПСЖ | РБЛ | МЮ  | ІБШ |
| --- | ------------------- | - | - | - | - | -- | -- | --- | -- | --------------------- |  | --- | --- | --- | --- |
| 1   | Парі Сен-Жермен     | 6 | 4 | 0 | 2 | 13 | 6  | +7  | 12 | Вихід в 1/8 фіналу    |  | —   | 1:0 | 1:2 | 5:1 |
| 2   | РБ Лейпциг          | 6 | 4 | 0 | 2 | 11 | 12 | −1  | 12 | Вихід в 1/8 фіналу    |  | 2:1 | —   | 3:2 | 2:0 |
| 3   | Манчестер Юнайтед   | 6 | 3 | 0 | 3 | 15 | 10 | +5  | 9  | Перехід в Лігу Європи |  | 1:3 | 5:0 | —   | 4:1 |
| 4   | Істанбул Башакшехір | 6 | 1 | 0 | 5 | 7  | 18 | −11 | 3  |                       |  | 0:2 | 3:4 | 2:1 | —   |

1. 1 2  Однакова кількість очок в матчах між собою (по 3). Голи на виїзді в очних зустрічах: Парі Сен-Жермен 1, РБ Лейпциг 0

## Плей-оф
Кожна зустріч у плей-оф, окрім фіналу, проходить у двоматчевому форматі (вдома та на виїзді).
Процедура жеребкування для кожного раунду виглядає наступним чином:
- У жеребкуванні 1/8 фіналу 8 переможців груп є сіяними, а 8 команд, що посіли друге місце — несіяними. Сіяні команди грають з несіяними. Сіяна команда грає вдома у матчі-відповіді. Команди, що грали в одній групі, чи з однієї асоціації не можуть грати між собою.
- У жеребкуванні 1/4 фіналу та 1/2 фіналу немає сіяних та несіяних, а також відсутні обмеження, що накладалися в 1/8 фіналу, тобто будь-яка команда може грати з будь-якою іншою. Оскільки жеребкування 1/4 та 1/2 фіналу проводяться разом, не буде відомо, які з команд пройшли до 1/2 фіналу. Також жеребкуванням визначається, переможець якого з півфіналів буде номінальним «господарем» у фіналі (лише адміністративно, оскільки фінал проводиться на нейтральному стадіоні).

### Турнірна сітка
|  | 1/8 фіналу               | 1/8 фіналу          | 1/8 фіналу | 1/8 фіналу |                              |                | 1/4 фіналу     | 1/4 фіналу | 1/4 фіналу | 1/4 фіналу |  |  | 1/2 фіналу | 1/2 фіналу | 1/2 фіналу | 1/2 фіналу |  |  | Фінал | Фінал | Фінал | Фінал |
|  |                          |                     |            |            |                              |                |                |            |            |            |  |  |            |            |            |            |  |  |       |       |       |       |
|  | 23 лютого та 17 березня  |                     |            |            |                              |                |                |            |            |            |  |  |            |            |            |            |  |  |       |       |       |       |
|  |                          |                     |            |            |                              |                |                |            |            |            |  |  |            |            |            |            |  |  |       |       |       |       |
|  | Лаціо                    | 1                   | 1          | 2          |                              |                |                |            |            |            |  |  |            |            |            |            |  |  |       |       |       |       |
|  | Лаціо                    | 1                   | 1          | 2          | 7 та 13 квітня               |                |                |            |            |            |  |  |            |            |            |            |  |  |       |       |       |       |
|  | Баварія                  | 4                   | 2          | 6          |                              |                |                |            |            |            |  |  |            |            |            |            |  |  |       |       |       |       |
|  | Баварія                  | 4                   | 2          | 6          | Баварія                      | 2              | 1              | 3          |            |            |  |  |            |            |            |            |  |  |       |       |       |       |
|  | 16 лютого та 10 березня  |                     |            |            | Баварія                      | 2              | 1              | 3          |            |            |  |  |            |            |            |            |  |  |       |       |       |       |
|  |                          | Парі Сен-Жермен (ч) | 3          | 0          | 3                            |                |                |            |            |            |  |  |            |            |            |            |  |  |       |       |       |       |
|  | Барселона                | Парі Сен-Жермен (ч) | 3          | 0          | 3                            | 1              | 1              | 2          |            |            |  |  |            |            |            |            |  |  |       |       |       |       |
|  | Барселона                |                     |            |            | 28 квітня та 4 травня        | 1              | 1              | 2          |            |            |  |  |            |            |            |            |  |  |       |       |       |       |
|  | Парі Сен-Жермен          | 4                   | 1          | 5          |                              |                |                |            |            |            |  |  |            |            |            |            |  |  |       |       |       |       |
|  | Парі Сен-Жермен          | 4                   | 1          | 5          | Парі Сен-Жермен              | 1              | 0              | 1          |            |            |  |  |            |            |            |            |  |  |       |       |       |       |
|  | 24 лютого та 16 березня  |                     |            |            | Парі Сен-Жермен              | 1              | 0              | 1          |            |            |  |  |            |            |            |            |  |  |       |       |       |       |
|  |                          | Манчестер Сіті      | 2          | 2          | 4                            |                |                |            |            |            |  |  |            |            |            |            |  |  |       |       |       |       |
|  | Боруссія (Менхенгладбах) | Манчестер Сіті      | 2          | 2          | 4                            | 0              | 0              | 0          |            |            |  |  |            |            |            |            |  |  |       |       |       |       |
|  | Боруссія (Менхенгладбах) | 6 та 14 квітня      |            |            |                              | 0              | 0              | 0          |            |            |  |  |            |            |            |            |  |  |       |       |       |       |
|  | Манчестер Сіті           | 2                   | 2          | 4          |                              |                |                |            |            |            |  |  |            |            |            |            |  |  |       |       |       |       |
|  | Манчестер Сіті           | 2                   | 2          | 4          | Манчестер Сіті               | 2              | 2              | 4          |            |            |  |  |            |            |            |            |  |  |       |       |       |       |
|  | 17 лютого та 8 березня   |                     |            |            | Манчестер Сіті               | 2              | 2              | 4          |            |            |  |  |            |            |            |            |  |  |       |       |       |       |
|  |                          | Боруссія (Дортмунд) | 1          | 1          | 2                            |                |                |            |            |            |  |  |            |            |            |            |  |  |       |       |       |       |
|  | Севілья                  | Боруссія (Дортмунд) | 1          | 1          | 2                            | 2              | 2              | 4          |            |            |  |  |            |            |            |            |  |  |       |       |       |       |
|  | Севілья                  |                     |            |            | 29 травня – Стадіон Ататюрка | 2              | 2              | 4          |            |            |  |  |            |            |            |            |  |  |       |       |       |       |
|  | Боруссія (Дортмунд)      | 3                   | 2          | 5          |                              |                |                |            |            |            |  |  |            |            |            |            |  |  |       |       |       |       |
|  | Боруссія (Дортмунд)      | 3                   | 2          | 5          | Манчестер Сіті               | Манчестер Сіті | Манчестер Сіті | 0          |            |            |  |  |            |            |            |            |  |  |       |       |       |       |
|  | 24 лютого та 16 березня  |                     |            |            | Манчестер Сіті               | Манчестер Сіті | Манчестер Сіті | 0          |            |            |  |  |            |            |            |            |  |  |       |       |       |       |
|  |                          | Челсі               | Челсі      | Челсі      | 1                            |                |                |            |            |            |  |  |            |            |            |            |  |  |       |       |       |       |
|  | Аталанта                 | Челсі               | Челсі      | Челсі      | 1                            | 0              | 1              | 1          |            |            |  |  |            |            |            |            |  |  |       |       |       |       |
|  | Аталанта                 | 6 та 14 квітня      |            |            |                              | 0              | 1              | 1          |            |            |  |  |            |            |            |            |  |  |       |       |       |       |
|  | Реал Мадрид              | 1                   | 3          | 4          |                              |                |                |            |            |            |  |  |            |            |            |            |  |  |       |       |       |       |
|  | Реал Мадрид              | 1                   | 3          | 4          | Реал Мадрид                  | 3              | 0              | 3          |            |            |  |  |            |            |            |            |  |  |       |       |       |       |
|  | 16 лютого та 10 березня  |                     |            |            | Реал Мадрид                  | 3              | 0              | 3          |            |            |  |  |            |            |            |            |  |  |       |       |       |       |
|  |                          | Ліверпуль           | 1          | 0          | 1                            |                |                |            |            |            |  |  |            |            |            |            |  |  |       |       |       |       |
|  | РБ Лейпциг               | Ліверпуль           | 1          | 0          | 1                            | 0              | 0              | 0          |            |            |  |  |            |            |            |            |  |  |       |       |       |       |
|  | РБ Лейпциг               |                     |            |            | 27 квітня та 5 травня        | 0              | 0              | 0          |            |            |  |  |            |            |            |            |  |  |       |       |       |       |
|  | Ліверпуль                | 2                   | 2          | 4          |                              |                |                |            |            |            |  |  |            |            |            |            |  |  |       |       |       |       |
|  | Ліверпуль                | 2                   | 2          | 4          | Реал Мадрид                  | 1              | 0              | 1          |            |            |  |  |            |            |            |            |  |  |       |       |       |       |
|  | 17 лютого та 8 березня   |                     |            |            | Реал Мадрид                  | 1              | 0              | 1          |            |            |  |  |            |            |            |            |  |  |       |       |       |       |
|  |                          | Челсі               | 1          | 2          | 3                            |                |                |            |            |            |  |  |            |            |            |            |  |  |       |       |       |       |
|  | Порту (дч, ч)            | Челсі               | 1          | 2          | 3                            | 2              | 2              | 4          |            |            |  |  |            |            |            |            |  |  |       |       |       |       |
|  | Порту (дч, ч)            | 7 та 13 квітня      |            |            |                              | 2              | 2              | 4          |            |            |  |  |            |            |            |            |  |  |       |       |       |       |
|  | Ювентус                  | 1                   | 3          | 4          |                              |                |                |            |            |            |  |  |            |            |            |            |  |  |       |       |       |       |
|  | Ювентус                  | 1                   | 3          | 4          | Порту                        | 0              | 1              | 1          |            |            |  |  |            |            |            |            |  |  |       |       |       |       |
|  | 23 лютого та 17 березня  |                     |            |            | Порту                        | 0              | 1              | 1          |            |            |  |  |            |            |            |            |  |  |       |       |       |       |
|  |                          | Челсі               | 2          | 0          | 2                            |                |                |            |            |            |  |  |            |            |            |            |  |  |       |       |       |       |
|  | Атлетіко                 | Челсі               | 2          | 0          | 2                            | 0              | 0              | 0          |            |            |  |  |            |            |            |            |  |  |       |       |       |       |
|  | Атлетіко                 |                     |            |            |                              | 0              | 0              | 0          |            |            |  |  |            |            |            |            |  |  |       |       |       |       |
|  | Челсі                    | 1                   | 2          | 3          |                              |                |                |            |            |            |  |  |            |            |            |            |  |  |       |       |       |       |
|  | Челсі                    | 1                   | 2          | 3          |                              |                |                |            |            |            |  |  |            |            |            |            |  |  |       |       |       |       |

### 1/8 фіналу
Жеребкування відбулося 14 грудня 2020 року.
Перші матчі відбулися 16-17 та 23-24 лютого 2021 року, матчі-відповіді — 9-10 та 16-17 березня 2021 року.
| Команда 1                | Заг.    | Команда 2           | 1-й матч | 2-й матч |
| ------------------------ | ------- | ------------------- | -------- | -------- |
| Боруссія (Менхенгладбах) | 0:4     | Манчестер Сіті      | 0:2      | 0:2      |
| Лаціо                    | 2:6     | Баварія             | 1:4      | 1:2      |
| Атлетіко                 | 0:3     | Челсі               | 0:1      | 0:2      |
| РБ Лейпциг               | 0:4     | Ліверпуль           | 0:2      | 0:2      |
| Порту                    | 4:4 (ч) | Ювентус             | 2:1      | 2:3 (дч) |
| Барселона                | 2:5     | Парі Сен-Жермен     | 1:4      | 1:1      |
| Севілья                  | 4:5     | Боруссія (Дортмунд) | 2:3      | 2:2      |
| Аталанта                 | 1:4     | Реал Мадрид         | 0:1      | 1:3      |

### 1/4 фіналу
Жеребкування відбулося 19 березня 2021 року.
Перші матчі відбулися 6-7 квітня, матчі-відповіді — 13-14 квітня 2021 року.
| Команда 1      | Заг.    | Команда 2           | 1-й матч | 2-й матч |
| -------------- | ------- | ------------------- | -------- | -------- |
| Манчестер Сіті | 4:2     | Боруссія (Дортмунд) | 2:1      | 2:1      |
| Порту          | 1:2     | Челсі               | 0:2      | 1:0      |
| Баварія        | 3:3 (ч) | Парі Сен-Жермен     | 2:3      | 1:0      |
| Реал Мадрид    | 3:1     | Ліверпуль           | 3:1      | 0:0      |

### 1/2 фіналу
Жеребкування відбулося 19 березня 2021 року.
Перші матчі відбулися 27-28 квітня, матчі-відповіді — 4-5 травня 2021 року.
| Команда 1       | Заг. | Команда 2      | 1-й матч | 2-й матч |
| --------------- | ---- | -------------- | -------- | -------- |
| Парі Сен-Жермен | 1:4  | Манчестер Сіті | 1:2      | 0:2      |
| Реал Мадрид     | 1:3  | Челсі          | 1:1      | 0:2      |

### Фінал
Фінал відбувся 29 травня 2021 року на стадіоні «Драгау» у Порту. Жеребкування буде проведено 19 березня 2021, після жеребкування 1/4 та 1/2 фіналу, для визначення адміністративного «господаря» матчу.
| 29 травня 2021 22:00 |

| Манчестер Сіті | 0-1      | Челсі      |
| -------------- | -------- | ---------- |
|                | Протокол | Гаверц 42' |

| Драгау, Порту Глядачів: 14,110 Арбітр: Антоніо Матео Лаос (Іспанія) |